# Кјого Фурухаши
Кјого Фурухаши (јап. 古橋 亨梧; 20. јануар 1995) јапански је фудбалер који игра на позицији нападача и тренутно наступа за Селтик.
За репрезентацију Јапана дебитовао је 2019. године.

## Статистика каријере

### Репрезентативна
| Репрезентација | Година | Наступи | Голови |
| -------------- | ------ | ------- | ------ |
| Јапан          | 2019   | 1       | 0      |
| Јапан          | 2021   | 11      | 3      |
| Јапан          | 2022   | 4       | 0      |
| Јапан          | 2023   | 5       | 2      |
| Укупно         | Укупно | 21      | 5      |